# 汪雲峰
汪雲峰（1866年—?），一作耘豐，名富，為清末民初的中国圍棋棋士，北京出身。1923年，8歳的吳清源到北京圍棋會所海豐軒探訪之際，與汪雲峰對弈圍棋，吳清源勝。
汪云峰曾与日本棋手高部道平多次对局，并辑有记录高部来华交流对局的《问秋吟社弈评》。

## 注
1. ↑  『呉清源棋話』

## 外部連結
- 中華基督教燕京書院囲棋學會「中國圍囲棋故事」